# Pietro Follerio
Pietro Follerio, o Folliero, latinizzato come Petrus Follerius (Mercato San Severino, 1518 circa – 1588 circa), è stato un giurista italiano del XVI secolo.

## Biografia
Nacque intorno al 1518 a San Severino presso Salerno, nel feudo appartenente alla sua famiglia. Sia il padre Antonio, sia i due fratelli Lucio e Lorenzo furono dottori in legge. Durante gli anni giovanili risiedette a Napoli presso lo zio Leone, giudice della Gran Corte della Vicaria e docente di diritto civile e canonico. Anche Pietro si laureò in utroque iure e alla fine degli anni 1540 iniziò la propria carriera come uditore per il principe Ferrante Sanseverino; quando costui fu esiliato nel 1552 Pietro trasferì la propria lealtà a Carlo V.
Nel 1554 pubblicò la prima edizione della sua Practica criminalis, opera in forma di dialogo che ebbe ampia diffusione e numerose ristampe. Nello stesso anno Pietro Follerio divenne uditore presso la curia arcivescovile, interrompendo temporaneamente tale incarico per svolgerne altri di primo piano. Dal 1574 per almeno tre anni si trasferì a Roma e nel 1580 era tornato in patria.
Morì intorno al 1588.

## Opere
- Practica criminalis, 1554.
  - (LA) Practica criminalis, Lione, eredi di Giacomo Giunta, 1556.
- Praxis censualis, Venezia, 1559.
- Canonica criminalis praxis, 1561.
  - (LA) Canonica criminalis praxis, Venezia, Eredi di Bartolomeo Rubini, 1583.
- (LA) Commentaria primae partis super constitutionibus capitulis, pragmaticis et ritibus Regni, Venezia, Giovanni Varisco & C., 1568.